# شهرستان کاراچایفسکی
شهرستان کاراچایفسکی (به لاتین: Karachayevsky District) یک شهرستان در روسیه است که در قره‌چای و چرکس واقع شده‌است.